# برزیاک
برزیاک (به صربی: Brezjak) یک روستا در صربستان است.